# Jacques Thomet
Jacques Thomet, nacido el 8 de septiembre de 1946 en Vesoul (Haute-Saône), es un periodista y ensayista francés de extrema derecha.

## Biografía
Jacques Thomet fue el redactor jefe de la Agence France-Presse. Publicó un libro sobre Íngrid Betancourt, un otro sobre la AFP y sobre el caso de pedofilia en Outreau.

## Libros
- Ingrid Betancourt : histoire de cœur ou raison d'État ?, Hugo Doc, 2006
- AFP - Les soldats de l'information, Hugo Doc, 2007
- Les secrets de l'opération Bétancourt, 2008
- Les guerriers de l'information, 2009
- Retour à Outreau - Contre-enquête sur une manipulation pédocriminelle, Editorial Kontre Kulture, 2013